# Lamb-Welle

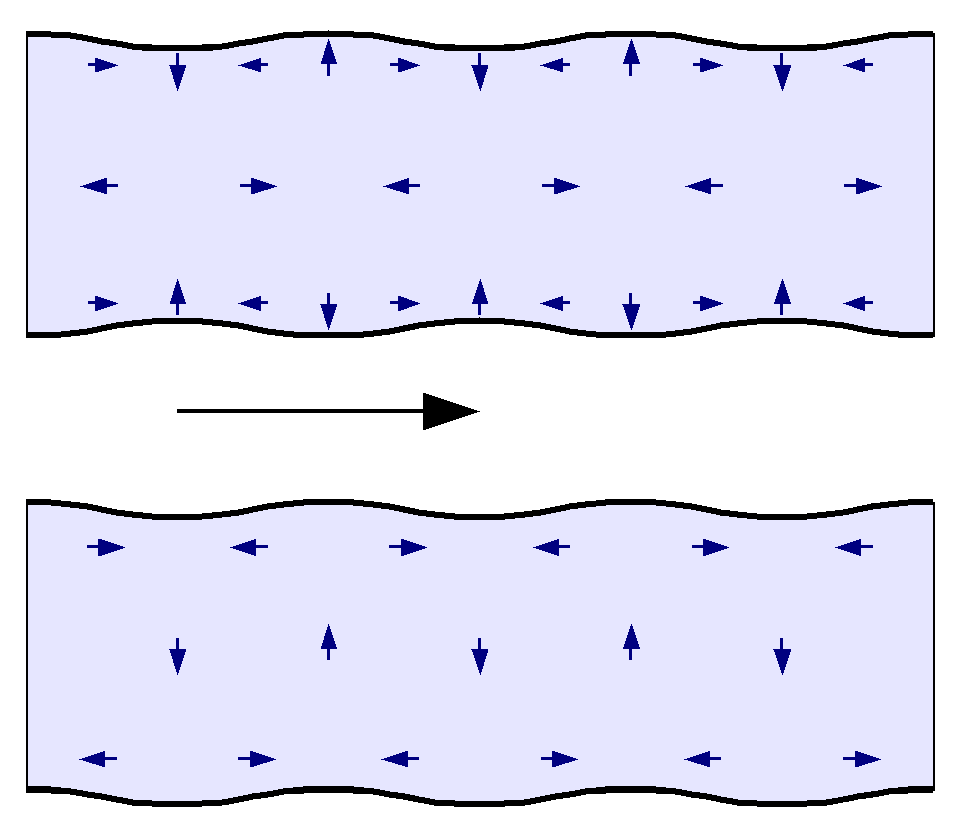
Querschnitt durch eine Platte mit der niedrigsten symmetrischen (oben, Mode S0) und antisymmetrischen (unten, Mode A0) Schwingungsform einer Lamb-Welle.
Der große Pfeil gibt die Ausbreitungs-richtung an, kleine Pfeile die Auslenkungen.

Lamb-Wellen (nach Horace Lamb) sind Schwingungen einer Platte, bei denen Auslenkungen sowohl in Ausbreitungsrichtung (longitudinal) als auch senkrecht (transversal) zu ihr vorkommen. Daher sind Lamb-Wellen gemischte Druck- und Scherwellen. Sie sind nach Horace Lamb benannt, welcher 1917 eine geschlossene analytische Lösung für diesen Wellentyp vorgestellt hat.
Abhängig von der Anregungsfrequenz treten Lamb-Wellen in mindestens zwei Basismoden auf, einem symmetrischen und anti-symmetrischen:
- bei symmetrischen Lamb-Wellen bewegt sich an einer Position der Platte zugleich die Ober- und Unterseite von der Plattenmitte weg (oder auf diese zu)
- bei antisymmetrischen Lamb-Wellen bewegt sich an einer Stelle zugleich die Oberseite von der Mitte weg und die Unterseite zur Mitte hin (also beide nach oben oder beide nach unten).

Lamb-Wellen sind dispersiv, d. h. ihre Ausbreitungsgeschwindigkeit ist abhängig von der Anregungsfrequenz und der Plattendicke. Die Gruppen- und Phasengeschwindigkeiten werden in Dispersionsdiagrammen dargestellt. Die freie „Dispersion Calculator“ (DC) Software erlaubt die Berechnung von Dispersionsdiagrammen für isotrope Platten und multilagige, anisotrope Laminate.

## Einfluss der Wellenlänge
Bei Lamb-Wellen kurzer Wellenlänge treten für eine Wellenlänge mehrere Schwingungsmoden auf; diese werden für symmetrische und antisymmetrische Lamb-Wellen mit S0, S1, S2 …bzw. A0, A1, A2 …durchnummeriert. Bei den höheren Moden treten in Dickenrichtung der Platte mehrere gegeneinander schwingende Bereiche auf.
Wenn die Wellenlänge wesentlich kleiner als die Dicke der Platte ist {\displaystyle \left(\lambda \ll d\right),} wird die Lamb-Welle zur Überlagerung von zwei Rayleigh-Wellen, einer an der Oberseite und eine an der Unterseite der Platte. Vor allem in diesem Fall spricht man auch von Lamb-Rayleigh-Wellen.

Dispersionskurven freier Lamb-Wellen bis zur 4. Oberwelle für zwei verschiedene Querkontraktionszahlen.
Die x-Achse zeigt das Produkt aus Kreisfrequenz und Plattendicke normiert auf die Scherwellen-geschwindigkeit.
Die y-Achse zeigt die Phasen-geschwindigkeit der Lambmode, normiert auf die Scherwellen-geschwindigkeit.
Für hohe Kreisfrequenzen geht die Phasengeschwindigkeit der - und -Mode gegen die Rayleigh-Wellengeschwindigkeit, die etwa 92 % der Scherwellengeschwindigkeit beträgt.

Lamb-Wellen sind dispersiv, d. h. die Ausbreitungsgeschwindigkeit (Phasengeschwindigkeit und Gruppengeschwindigkeit) hängt von der Wellenlänge ab. Im Grenzfall sehr kleiner Wellenlänge (Rayleigh-Wellen), bei symmetrischen Lamb-Wellen auch bei sehr großer Wellenlänge, wird die Ausbreitungsgeschwindigkeit nahezu konstant.

## Anwendung
Technische Anwendung finden Lamb-Wellen bei der Ultraschallprüfung dünnwandiger Strukturen, beispielsweise für die Untersuchung von Blechen bei der Wartung von Flugzeugen. Aktuell wird an der Anwendbarkeit von Lamb-Wellen im Structural Health Monitoring (SHM) von Verbundwerkstoffen geforscht, da erkannt wurde, dass an asymmetrischen Störstellen im Faserverbund S0-Moden zu A0-Moden konvertieren.

## Geschichte
Lamb-Wellen wurden mathematisch korrekt als erstes von Horace Lamb im Jahr 1917 beschrieben; basierend auf älteren Arbeiten von John William Strutt, 3. Baron Rayleigh. Bedeutende Arbeiten wurden später von Igor Aleksandrovich Viktorov durchgeführt; D.C. Worlton hat diese Wellen erstmals experimentell im Megahertz-Bereich erzeugt und nachgewiesen und damit die Anwendung für die Materialprüfung ermöglicht.